# The Invisible Enemy
A The Invisible Enemy a Doctor Who sorozat kilencvenharmadik része, amit 1977. október 1. és 22. között vetítettek négy epizódban. Ebben a részben jelenik meg először K9 a robotkutya, hangját John Leeson adta.

## Történet
Egy Titánra tartó űrkompot hirtelen valamilyen felhő burkol be, s valami megfertőzi a három űrhajóst. Aztán a Titán űrállomáson továbbadják a fertőzést. Az állomás vészjelzésére odaérkezik a Tardis is, azonban a Felhő a Tardist is burkolja, s a Doktort megfertőzi. A helyzet megoldásában Marius professzor K9 nevű robotkutyájának, valamint klónozó és miniatürizáló gépének van döntő szerepe.
A történet végén miután a Doktor legyőzi a rajt, Maruis professzor át akarja adni a Doktornak K9-t mert a professzor haza fog költözni a Földre. A Doktor ellenzi, de Leela a Tardisra akarja vinni. K9 pedig úgy dönt hogy csatlakozik a Doktorhoz.

### Utalás
A jelenetet, amikor Doktor és Leela klónját miniatürizálva beleteszik a Doktor testébe, hogy eljussanak az agyhoz – az 1966-os Fantasztikus utazás című film ihlette.

## Epizódok listája
| Epizódok sorszáma | Bemutató napja    | Hossza | Nézők száma (millió) |
| ----------------- | ----------------- | ------ | -------------------- |
| 1                 | 1977. október 1.  | 23:09  | 8,6                  |
| 2                 | 1977. október 8.  | 25:13  | 7,3                  |
| 3                 | 1977. október 15. | 23:28  | 7,5                  |
| 4                 | 1977. október 22. | 21:22  | 8,3                  |

## Könyvkiadás
A könyvváltozatát 1979. március 29-én adták ki.

## Otthoni kiadás
- VHS-en 2002 novemberében adták ki.
- DVD-n 2008. június 16-án adták ki a K9 Tales dobozban a K-9 and Company spin-offal.

### Fordítás
- Ez a szócikk részben vagy egészben  a   The_Invisible_Enemy_(Doctor_Who) című angol Wikipédia-szócikk fordításán alapul.  Az eredeti cikk szerkesztőit annak laptörténete sorolja fel. Ez a jelzés csupán a megfogalmazás eredetét és a szerzői jogokat jelzi, nem szolgál a cikkben szereplő információk forrásmegjelöléseként.